# Prix Gysbert-Japicx
Le prix Gysbert-Japicx, du nom du poète frison du XVIIe siècle Gysbert Japiks, est un prix qui récompense les meilleures œuvres littéraires composées en frison. Ce prix littéraire est décerné par l'exécutif provincial de Frise, selon les recommandations d'un « comité consultatif » qui est en fait le vrai jury. Le lauréat reçoit un certificat et une somme d'argent dont le montant a régulièrement augmenté au cours du temps. En 2015, ce montant est de 10 000 €, plus une somme de 5 000 € destinée à financer les traductions des œuvres du lauréat dans d'autres langues.
Le prix Gysbert-Japicx a été institué en 1947, en même temps que le prix littéraire néerlandais P.C. Hooft. La fréquence de la remise des prix a varié au cours des années. De 1947 à 1953, le prix a été décerné chaque année, puis tous les deux ans jusqu'en 1983, puis tous les trois ans jusqu'en 2001, après quoi la fréquence est revenue à une récompense tous les deux ans, alternant prose et la poésie. La cérémonie a lieu à Bolsward, patrie du poète Gysbert Japiks.

## Lauréats

### Lauréats multiples
Trois auteurs ont eu l'honneur d'être distingués deux fois par le prix Gysbert-Japicx :
- Anne Wadman, en 1952 et 1989,
- Jan Wybenga, en 1965 et 1977, et
- Trinus Riemersma, en 1967 et 1995.

### Liste complète des lauréats
- 1947 : Obe Postma : It sil bistean (recueil de poèmes)
- 1948 : Nyckle Haisma (postuum) : Simmer (nouvelle)
- 1949 : Fedde Schurer : Simson (tragédie biblique), mise en rimes de It boek fan 'e psalmen
- 1950 : Ype Poortinga : Elbrich (roman)
- 1951 : Sjoerd Spanninga : Spegelskrift en Núnders (recueils de poèmes)
- 1952 : Anne Wadman : Kritysk konfoai (essais)
- 1953 : Rixt : De gouden rider (recueil de poèmes)
- 1955 : Ulbe van Houten : De hillige histoarje (bijbelverhalen, De sûnde fan Haitze Holwerda (roman)
- 1957 : Douwe Tamminga : Balladen (recueil de poèmes)
- 1959 : Eeltsje Boates Folkertsma (geweigerd) : Eachweiding (essais)
- 1961 : Marten Sikkema : ensemble de son œuvre
- 1963 : Jo Smit : Bisten en boargers (recueil de récits)
- 1965 : Jan Wybenga : Barakkekamp (recueil de poèmes)
- 1967 : Trinus Riemersma : Fabryk (roman)
- 1969 : non décerné
- 1971 : Paulus Akkerman : It roer út hannen (roman), Foar de lins/Dat sadwaende (essais)
- 1973 : Willem Abma : De âlde en de leave hear : as lead om âld izer, Op libben en dea en  Mosken en goaden (recueils de poèmes)
- 1975 : Rink van der Velde : ensemble de son œuvre
- 1977 : Jan Wybenga : Lyts Frysk deadeboek (recueil de poèmes)
- 1979 : Ypk fan der Fear : ensemble de son œuvre
- 1981 : Reinder Rienk van der Leest : Kunst en fleanwurk (recueil de poèmes)
- 1983 : Sjoerd van der Schaaf : De bijekening (roman)
- 1986 : Tiny Mulder : ensemble de son œuvre
- 1989 : Anne Wadman : ensemble de son œuvre
- 1992 : Steven H.P. de Jong : De Wuttelhaven del (roman)
- 1995 : Trinus Riemersma : De reade bwarre (roman)
- 1998 : Piter Boersma : It libben sels (roman)
- 2001 : Tsjêbbe Hettinga : Fan oer see en fierder (dichtbundel)
- 2003 : Willem Tjerkstra : Ridder fan Snits (roman)
- 2005 : Abe de Vries : In waarm wek altyd (poésie)
- 2007 : Josse de Haan : ensemble de son œuvre
- 2009 : Anne Feddema : Reidhintsje op ’e Styx (poésie)
- 2011 : Durk van der Ploeg  : ensemble de son œuvre
- 2013 : Jacobus Q. Smink :  Sondelfal (recueil)
- 2015 : Koos Tiemersma : Einum (roman)

## Controverses et « scandales »
La plupart des controverses autour du prix Gisbert-Japix proviennent de la double structure qui administre ce prix : le jury composé de professionnels qui n'émet qu'un avis et l'exécutif provincial qui prend la décision formelle ; chaque divergence entre ces deux entités fait l'objet d'une vive discussion dans les médias.
- En 1950, le jury a proposé de diviser le prix entre Ype Poortinga, comme principal vainqueur, et Anne Wadman, comme deuxième gagnant. L'exécutif provincial a décidé de ne retenir que Poortinga.
- En 1951, le lauréat Jan Dijkstra a boycotté la cérémonie.
- En 1953, il y eut une grande polémique autour de l'attribution du prix à la poète Rixt considérée par certains comme immorale.
- En 1959, Eeltsje Boates Folkertsma a refusé le prix.
- En 1961, Marten Brouwer a démissionné du jury en raison de ses désaccords avec d'autres membres du jury.
- En 1969, le jury a préconisé d'accorder le prix au collectif de poètes "Operaesje Fers". L'exécutif provincial a alors décidé de ne pas attribuer le prix.
- En 1975, le lauréat Rink van der Velde a boycotté la cérémonie.
- En 1977, le jury ne pouvant arriver à un verdict, l'exécutif provincial a décidé de lui-même d'attribuer le prix à Jan Wybenga.
- En 2003, l'exécutif provincial a ouvertement critiqué la conclusion du jury de décerner le prix à William Tjerkstra. Le député aux États (membre de l'exécutif provincial) Bertus Mulder a estimé que Durk van der Ploeg devait recevoir le prix. L'exécutif provincial a néanmoins suivi l'avis du jury et décerné le prix à William Tjerkstra. Durk van der Ploeg a été lauréat du prix en 2011.

## Sources
Les informations de cette page proviennent des pages Wikipédia équivalentes en néerlandais et frison. 